# Mesti
Mesti (en árabe: مستي‎, en lenguas bereberes: ⵎⵙⵜⵉ, en francés: Mesti) es un municipio marroquí en la región Guelmim-Río Noun. Desde 1934 hasta 1969 perteneció al territorio español de Ifni.